# Convict Leasing

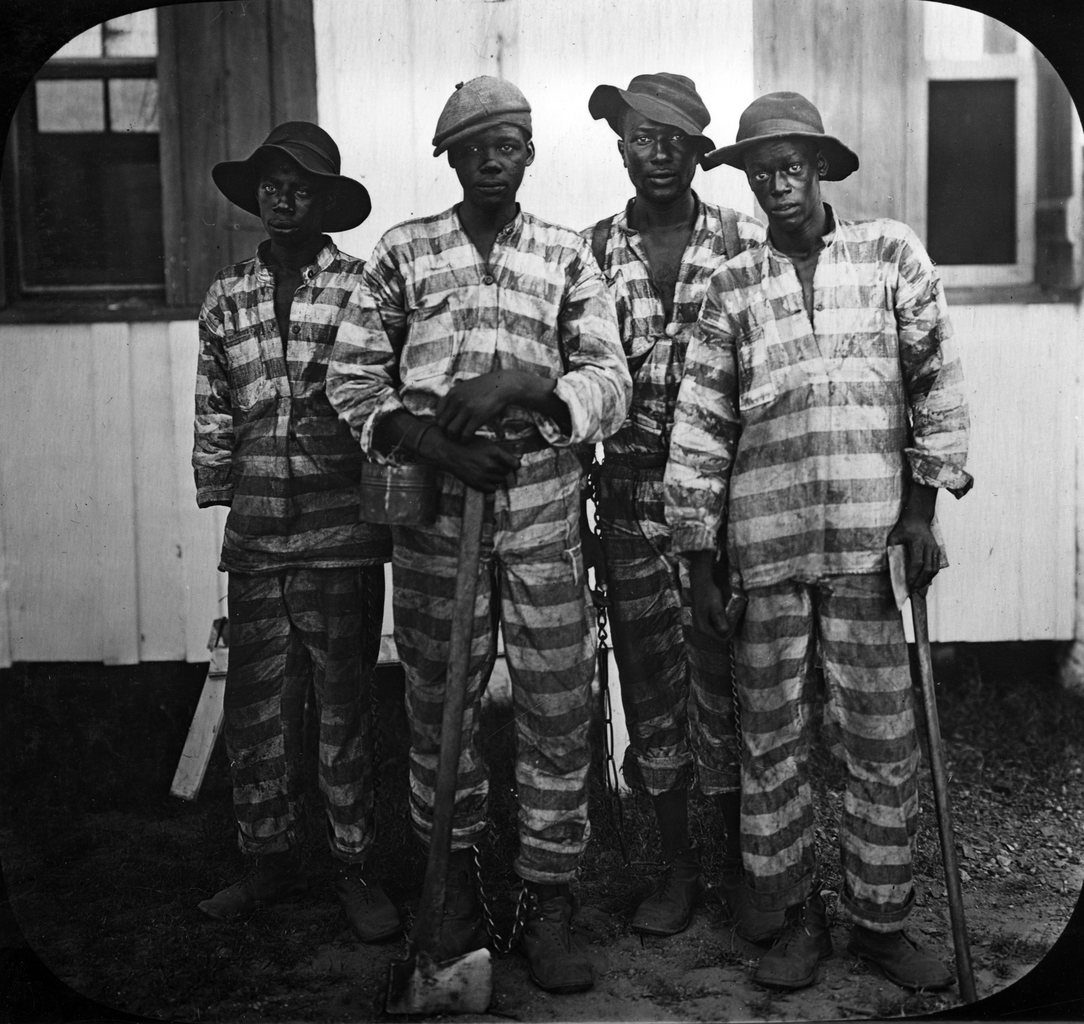
Strafgefangene, die etwa um 1915 in Florida als Holzfäller verpachtet worden waren.

Convict Leasing, auch Convict Lease System genannt, (übersetzt: Verpachtung von Strafgefangenen) war eine Form der Zuchthausarbeit, die in den Südstaaten der Vereinigten Staaten vom Ende des Amerikanischen Bürgerkriegs an praktiziert wurde und in den 1880er Jahren besonders weit verbreitet war. Als letzter US-amerikanischer Bundesstaat schaffte Alabama diese Form der Bestrafung im Jahre 1928 offiziell ab. In unterschiedlichen Ausprägungen bestand Convict Leasing aber bis zum Beginn des Zweiten Weltkriegs fort.
Convict Leasing versorgte Plantagenbesitzer und Unternehmen aus der Holzwirtschaft sowie Eisenbahngesellschaften und Stahl- und Minenunternehmen mit vergleichsweise billigen Arbeitskräften. Die Pächter waren für die Versorgung der Strafgefangenen mit Nahrung, ihre Unterbringung, ihre Bewachung, ihre medizinische Verpflegung und ihre Bekleidung verantwortlich. Convict Leasing kam vereinzelt auch in den Nordstaaten vor. Der Historiker Alex Lichtenstein hält jedoch fest, dass

„…nur im Süden [der USA] der Staat die Überwachung vollständig an den Pächter abtrat und nur im Süden der Begriff „Gefängnis“ nahezu zum Synonym verschiedener Privatunternehmen wurde, in denen Verurteilte arbeiteten.“

Anders als Sklavenhalter hatten Pächter von Strafgefangenen wenig Anreiz, in den Erhalt der Arbeitskraft zu investieren. Korruption, fehlende Verantwortung und unkontrollierte und häufig rassistisch motivierte Gewalt führte zu einer der härtesten und ausbeuterischsten Arbeitsformen innerhalb der US-amerikanischen Geschichte. Afroamerikaner stellten auf Grund der diskriminierenden Anwendung von Gesetzen die große Mehrheit der auf diese Weise zur Zwangsarbeit Gezwungenen dar.
Der Schriftsteller Douglas A. Blackmon beschreibt das System als eine Fortsetzung der Sklaverei, nachdem mit dem 13. Zusatzartikel zur Verfassung der Vereinigten Staaten diese seit 1865 formal abgeschafft war:

„Es war eine Form der Leibeigenschaft, die sich dadurch deutlich von der unterschied, die im Vorkriegs-Süden geherrscht hatte, dass für die meisten Männer und die verhältnismäßig wenigen Frauen, die ihr unterworfen wurden, diese Sklaverei nicht ein gesamtes Leben währte und sich auch nicht automatisch von einer Generation zur nächsten fortsetzte. Es war aber nichtsdestotrotz Sklaverei – ein System, durch welches Heerscharen von freien Männern, die keines Gesetzesübertritts schuldig waren und die per Gesetz ein Recht auf Freiheit hatten, zur Verrichtung von Arbeit ohne Entlohnung gezwungen, wiederholt gekauft und verkauft und den Befehlen weißer Herren durch die regelmäßige Anwendung harter körperlicher Züchtigung unterworfen wurden.“

## Hintergrund

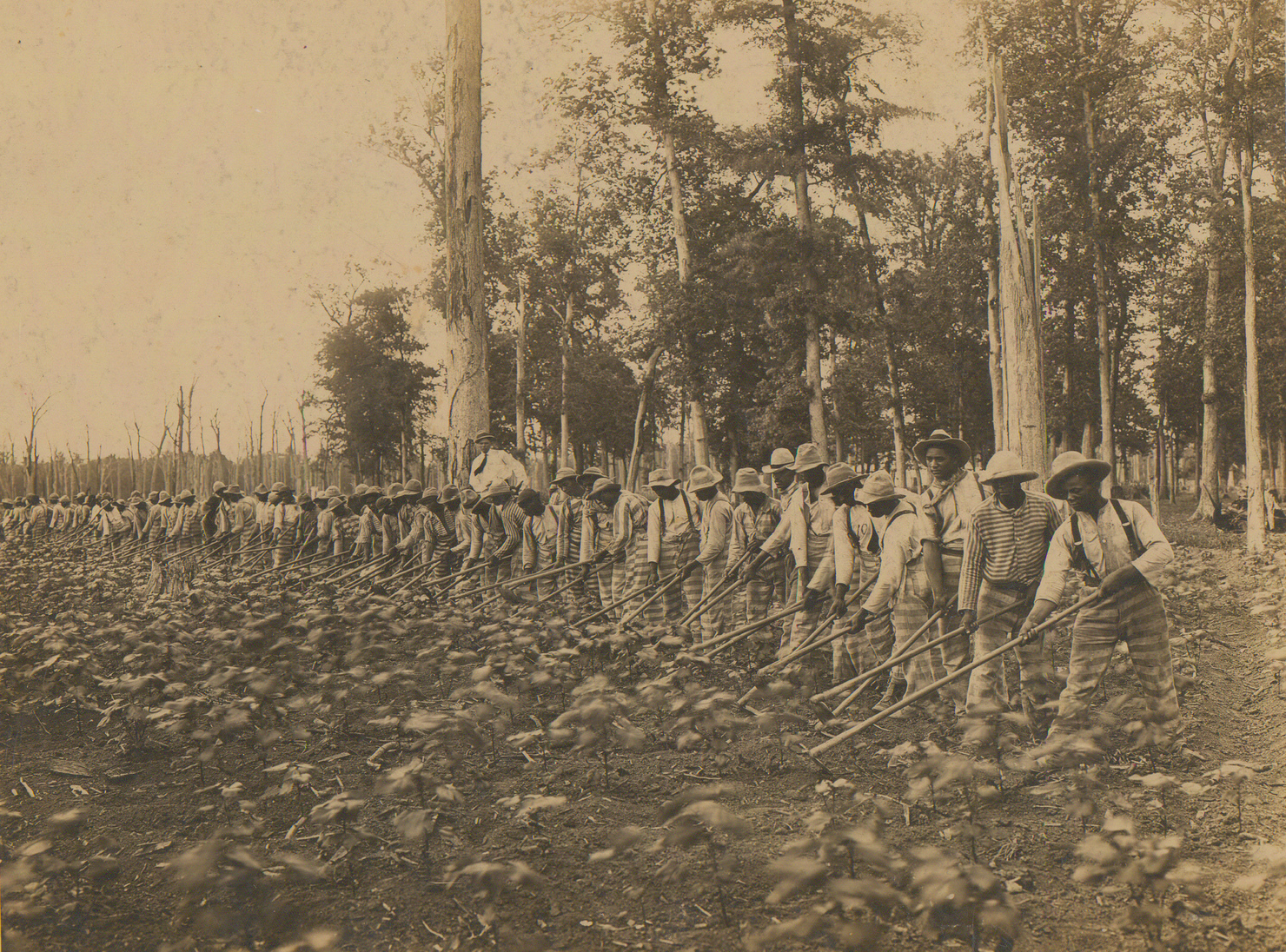
Arbeitende Strafgefangene im Mississippi State Penitentiary, Parchman im Jahre 1911. Nachdem die Praxis der Verpachtung von Strafgefangenen in Mississippi 1906 endete, wurden alle Strafgefangenen in diese Haftanstalt verlegt.

Convict Leasing begann in den Vereinigten Staaten während der sogenannten Reconstruction nach Ende des Amerikanischen Bürgerkriegs eine wesentliche Rolle im Strafrecht zu spielen. Nach der Abschaffung der Sklaverei im Jahre 1865 sahen sich Farmer und Unternehmen gezwungen, einen Ersatz für die zuvor versklavten Arbeitskräfte zu finden. Eine Reihe von Südstaaten erließen in dieser Zeit sogenannte Black Codes. Diese Gesetze zielten auf die ehemaligen Sklaven ab, indem sie sie nach ihrer Befreiung von der Sklaverei wieder Regelungen und Restriktionen unterwarfen und ihnen Grundrechte absprachen. Diese variierten von Staat zu Staat, aber Black Codes bedeuteten grundsätzlich Einschränkungen in der Freiheit der Berufswahl, der Ortswahl oder der Wahl des Ehepartners und des Verbots der Aussage oder der Einschränkung der Aussagefähigkeit vor Gericht. Ein Beispiel für einen nach dem verlorenen Bürgerkrieg in den Südstaaten eingeführten Black Code ist der 1865 in Alabama verabschiedete. Black Codes, die unter anderem „Vagabundieren“ und den Wechsel der Arbeitsstelle untersagten oder erschwerten, schränkten die Mobilität schwarzer Arbeiter nahezu vollständig ein und sorgten dafür, dass den Plantagenbesitzern und anderen Unternehmen in den Südstaaten ein Reservoir von Arbeitskräften zur Verfügung stand, das nicht in der Lage war, höhere Löhne durchzusetzen.
Die Black Codes lieferten auch den Vorwand, Schwarze auf Basis banaler und regelmäßig sogar erfundener Vorwürfe zu mehrmonatigen Haftstrafen zu verurteilen. Sie wurden dann an Plantagen, an Sägewerke und Minen zur Zwangsarbeit vermietet. Dort waren sie weitgehend schutzlos Lebensbedingungen ausgesetzt, die härter waren als die, die versklavte Personen vor 1860 erfuhren. Während Sklavenhalter ein ökonomisches Interesse hatten, die Arbeitskraft ihrer Sklaven zu erhalten, bestand dieser Anreiz für die Halter von Zwangsarbeiter nicht. Unzureichend mit Nahrung und Kleidung versorgt, angekettet und regelmäßig körperlichen Züchtigungen ausgesetzt, war die Todesrate der verpachteten Häftlinge außerordentlich hoch. Ein von Douglas A. Blackmon zitierter Fall ist der von John Clarke, der am 11. April 1903 von einem Gericht im Jefferson County wegen Spielens zu einer Geldstrafe verurteilt wurde. Da er nicht in der Lage war, die Geldstrafe zu bezahlen, wurde er an die Sloss-Sheffield-Mine vermietet, wo er seine Strafe eigentlich nach zehn Tagen Arbeit abgeleistet gehabt hätte. Zusätzliche Gebühren, die ihm im Rahmen des Gerichtsverfahrens für die Bezahlung der Arbeit des Sheriffs und seiner Gehilfen sowie der Zeugen vor Gericht auferlegt wurden, verlängerten seine Zeit der Zwangsarbeit um 104 Tage. Die Sloss-Sheffield-Mine zahlte für die Arbeitskraft an Jefferson County monatlich 9 USD. John Clarke erlebte allerdings das Ende seiner Zwangsarbeit nicht: Er kam nach einem Monat und drei Tagen durch herabfallende Steinbrocken ums Leben. Blackmon nennt zahlreiche weitere Fälle, in denen Häftlinge, die ihre Haftzeit abgearbeitet hatten, unter erfundenen Vorwürfen zu weiterer Zwangsarbeit verurteilt wurden. Friedensrichter, Sheriffs und Angestellte der Landkreise profitierten persönlich finanziell davon, wenn sie Interessierte mit solchen Zwangsarbeitern versorgten. Verfassungsrechtlich stand dies nicht im Widerspruch zum 13. Zusatzartikel zur US-amerikanischen Verfassung. Dieser schaffte zwar generell Sklaverei ab, ließ Zwangsarbeit jedoch als Strafe zu. Der Kriminologe  Thorsten Sellin argumentiert in seinem Buch Slavery and the Penal System 1976, dass der einzige Zweck der Verpachtung der Strafgefangenen der finanzielle Gewinn der Pächter war, die deren Arbeitskraft ausbeuteten, und der jeweiligen Regierungen, die sich über dieses System finanzierten. In Alabama, in dem es Convict Leasing bereits 1846 gab, stellten die Einnahmen aus der Verpachtung von Häftlingen 1883 rund 10 % des Staatshaushaltes dar. Im Jahr 1898 machten sie in diesem Bundesstaat bereits 73 % des Staatshaushaltes aus. Der lukrative Anreiz des Convict Leasings führte dazu, dass Bundesstaaten und Landkreise vornehmlich Afroamerikaner verurteilten. Beispielhafte Daten dafür liefert Tennessee: Afroamerikaner stellten 1865 rund 33 % an Strafverurteilten dar, 1867 lag ihr Anteil bei 64 % und zwischen 1877 und 1879 bei 67 %. Frederick Douglass, einer der einflussreichsten Afroamerikaner gegen Ende des 19. Jahrhunderts, bezeichnete Convict Leasing und Lynchjustiz als die zwei entscheidenden Unterdrückungswerkzeuge gegenüber Afroamerikanern.

## Ende des Convict Leasings
Bundesstaatsanwälte wie Warren S. Reese versuchten bereits in den frühen 1900er Jahren unter Anwendung von Bundesgesetzen die Praxis der Verpachtung von Strafgefangenen zu beenden, erhielten bei diesen Bemühungen aber weder regional noch bundesweit Unterstützung. Dabei spielte eine Rolle, dass weder das Ausmaß noch die verheerenden Lebensbedingungen der Verpachteten einer breiteren Öffentlichkeit bekannt waren. Afroamerikanern, die am meisten unter dieser Praxis litten, war es auf Grund der diskriminierenden Gesetzgebungen in den Südstaaten nicht möglich, Gehör zu finden. Warren Reese beispielsweise hatte große Probleme, Zeugen für die Brutalität und Ungerechtigkeit dieses Systems zu finden, weil diese um ihr Leben oder das Leben ihrer Angehörigen fürchten mussten. Gleichzeitig bestand auf Bundesebene wenig Wille, einen offenen Konflikt mit den Bundesstaaten einzugehen.

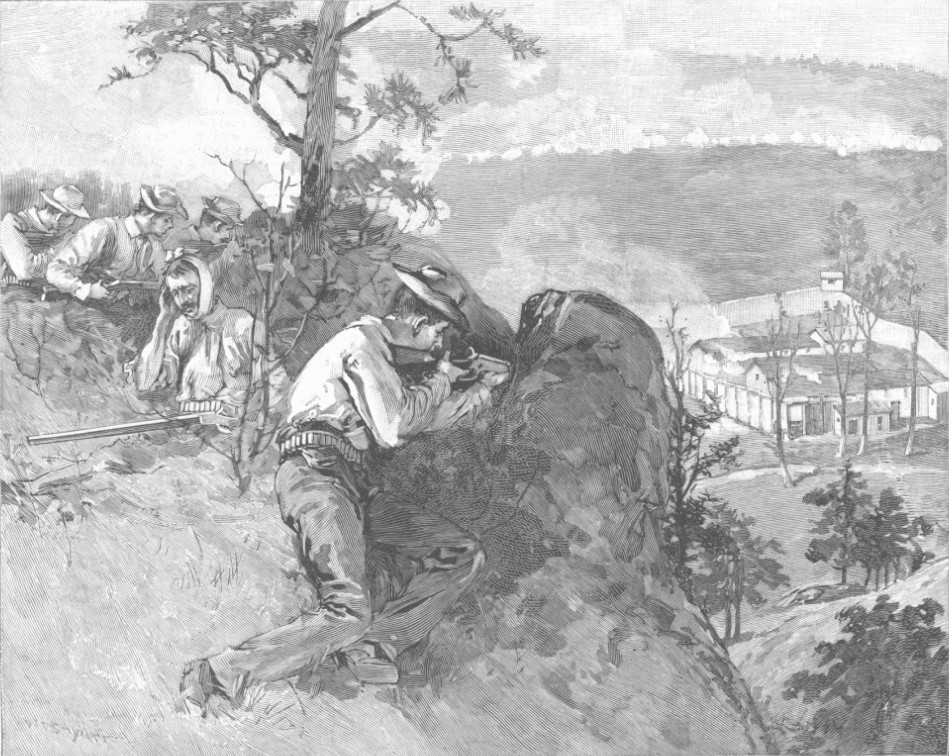
Eine Zeichnung aus Harper’s Weekly, die Bergarbeiter zeigt, die 1892 auf das Strafgefangenenlager bei Fort Anderson schießen.

Die einzelnen Bundesstaaten begannen ab 1904 mit der Abschaffung. Es ist unter Historikern strittig, welche Gründe die ausschlaggebenden waren, dass bis 1928 alle Bundesstaaten das Convict Leasing abschafften. Ein Grund dafür kann gewesen sein, dass die finanziellen Anreize zu einem hohen Grad an Korruption auf Landes- und Landkreisebene führten. Verpachtete Strafgefangene wurden außerdem eingesetzt, um Streiks zu unterlaufen. So kam es beispielsweise in Tennessee während des Coal Creek Wars von 1891 zu bewaffneten Auseinandersetzungen, als Bergwerkbesitzer versuchten, die Arbeitskraft von freien Bergarbeitern durch Strafgefangene zu ersetzen. Diese Auseinandersetzungen währten über ein Jahr und hatten unter anderem zur Folge, dass Gouverneur John Price Buchanan zurücktreten musste. Vergleichbare Auseinandersetzungen zwischen freien Arbeitskräften und dem Versuch ihrer Arbeitgeber, sie durch Strafgefangene zu ersetzen, gab es in kleinerem Maßstab auch in anderen Bundesstaaten bis zur Abschaffung des Systems. Alle diese Auseinandersetzungen trugen dazu bei, das System des Convict Leasings einem breiteren Publikum bekannt zu machen, das dieses auch in größerem Maße auch wegen seiner Grausamkeit zu hinterfragen begann.
Der Tod eines verpachteten weißen Strafgefangenen machte einem sehr breiten Publikum 1922 die Grausamkeit dieses Systems so deutlich, dass diese Praxis in den dann folgenden Jahren final eingestellt wurde. Im Winter 1921 entschied sich Martin Tabert, ein 22 Jahre alter Weißer aus einer zur Mittelschicht gehörenden Farmerfamilie aus North Dakota, zu reisen, um die USA kennenzulernen. Er bereiste den Westen und Mittleren Westen mit dem Zug und arbeitete zwischendurch, um seine Reise zu finanzieren. Im Dezember 1921 war er in den Südstaaten angekommen und da ihm seine finanziellen Mittel ausgegangen waren, sprang er gemeinsam mit einer Gruppe anderer, als Hobo lebender Männer auf einen Güterzug auf. Sie wurden im Leon County (Florida) vom dortigen Sheriff aufgegriffen. Tabert wurde wegen Landstreicherei zu einer Geldstrafe von 25 $ verurteilt und danach für drei Monate an die Putnam Lumber Company verpachtet, die in Arbeitslagern Terpentine aus Holz gewinnen ließ. Taberts Familie hatte zwar innerhalb Tagen ausreichend Geld gesendet, um ihren Sohn auszulösen, aber Tabert war bereits unauffindbar in den Arbeitslagern der Putnam Lumber Company verschwunden. Er überstand die brutalen Arbeitsbedingungen in dem Arbeitslager nicht lange. Der erkrankte Tabert wurde im Januar 1922 von Lagerleiter Walter Higginbotham der Arbeitsscheue beschuldigt. Er wurde gezwungen, sich vor den versammelten 85 anderen Strafgefangenen auf den Boden zu legen, um 35 Schläge mit einem Lederriemen auf den nackten Rücken zu erhalten. Als Tabert nicht in der Lage war, danach aufzustehen, erhielt er weitere 40 Schläge und weitere 24 Schläge, als er sich zu langsam zu seinem Lager bewegte. Tabert starb in der nächsten Nacht. Ein leitender Angestellter der Putnam Tumber Company schrieb an Taberts Familie wenige Tage später, dass ihr Sohn an Malaria gestorben sei. Die Familie veranlasste eine staatsanwaltliche Untersuchung des Vorfalls, gleichzeitig recherchierten Journalisten, was letztendlich zu einem mit einem Pulitzer-Preis ausgezeichneten Artikel in der New York World führte. Higginbotham wurde wegen Totschlags verurteilt, allerdings wurde seine Verurteilung später von einem Gericht in Florida aufgehoben. Der Todesfall, der deutlich machte, dass die Exzesse der in den Südstaaten praktizierten Strafverfolgung sich auch auf Weiße aus angesehenen Familien ausdehnen konnten, wurde in der US-amerikanischen Öffentlichkeit breit diskutiert. Er sorgte unmittelbar dafür, dass in Florida die Anwendung der Peitsche gegenüber Strafgefangenen untersagt wurde.

## Schuldknechtschaft
Schuldknechtschaft ist im engeren Sinne kein Convict Leasing, da der Staat seine Strafgefangenen nicht direkt verpachtete. Diese Form der Zwangsarbeit weist jedoch mehrere Merkmale auf, die sie vergleichbar machen. Sie bestand darüber hinaus noch mehrere Jahrzehnte, nachdem Convict Leasing bereits aufgehoben worden war.
Erneut lieferten die Black Codes den Vorwand, Afroamerikaner aufzugreifen und sie zu Geldstrafen zu verurteilen, die sie in der Regel nicht bezahlen konnten. Plantagenbesitzer oder Unternehmen zeigten sich willens, für die Verurteilen die Geldstrafe zu entrichten, sofern gleichzeitig ein Schuldknechtsvertrag unterzeichnet wurde, der den Verurteilten zwang, die Zahlung durch Arbeit abzugelten. Douglas A. Blackmon hat in seinem mit dem Pulitzer-Preis ausgezeichneten Buch Slavery by Another Name anhand zahlreicher Beispiele nachgewiesen, wie korrupte Friedensrichter, Sheriffs und Unternehmer oder Plantagenbesitzer ein System der Versorgung mit billigen Arbeitskräften schufen. Schuldknechtschaft war ähnlich wie Convict Leasing früh verboten, jedoch war die Befolgung dieses Verbots weniger nachprüfbar. 1921 ermordeten der Plantagenbesitzer John S. Williams und sein Aufseher Clyde Manning nachweislich mindestens 11 über Schuldknechtschaftsverträge zu Zwangsarbeit verpflichtete schwarze Arbeitskräfte. Williams fürchtete eine Strafverfolgung wegen Ausübung von Schuldknechtschaft, nachdem er von FBI-Agenten aufgesucht worden war, bezeichnete Schuldknechtschaft aber im ersten Gespräch mit den Agenten als übliche Praxis in der Region. Vermutlich wäre der Besuch der FBI-Agenten für Williams ohne Konsequenzen geblieben, wenn nicht Wochen später die verwesenden Leichen der Ermordeten in den Gewässern von Jasper County (Georgia) aufgetaucht wären. Schuldknechtschaft lässt sich bis 1941 nachweisen. Am 13. Oktober 1941 bekannte sich Charles E. Bledsoe vor einem Bundesgericht in Mobile, Alabama für schuldig, auf Basis eines Schuldknechtsvertrages einen Schwarzen namens Martin Thompson gegen dessen Willen festgehalten zu haben. Bledsoe wurde zur Zahlung einer Geldstrafe von 100 USD und Haft von sechs Monaten auf Bewährung verurteilt.

## Einzelbelege
1. ↑  Alex Lichtenstein: Twice the Work of Free Labor: The Political Economy of Convict Labor in the New South. Verso Press, London 1996, ISBN 1-85984-086-8, S. 3. Im Original lautet das Zitat …only in the South did the state entirely give up its control to the contractor; and only in the South did the physical "penitentiary" become virtually synonymous with the various private enterprises in which convicts labored.
2. ↑  Matthew J. Mancini:  'One Dies, Get Another': Convict Leasing in the American South, 1866–1928. Univ. of South Carolina Press, Columbia, SC 1996, ISBN 1-57003-083-9, S. 1.
3. ↑  Leon F. Litwack: Trouble in Mind: Black Southerners in the Age of Jim Crow. Knopf, New York u. a. 1998, ISBN 0-394-52778-X, S. 271.
4. ↑  Douglas A. Blackmon: Slavery by Another Name. 2012, S. 4. Im Original lautet das Zitat: "It was a form of bondage distinctly different from that of the antebellum South in that for most men, and the relatively few women drawn in, this slavery did not last a lifetime and did not automatically extend from one generation to the next.  But it was nonetheless slavery – a system in which armies of free men, guilty of no crimes and entitled by law to freedom, were compelled to labor without compensation, were repeatedly bought and sold, and were forced to do the bidding of white masters through the regular application of extraordinary physical coercion.
5. ↑  Daron Acemoğlu, James A. Robinson: Why Nations Fail - The origins of power, prosperity, and poverty. Crown Publishers, New York 2012, ISBN 978-0-307-71923-2, S. 355.
6. ↑  Blackmon: Slavery by Another Name. 2012, S. 112.
7. ↑  World Digital Library, aufgerufen am 28. Dezember 2013.
8. 1 2  Slavery in the third millenium – Prisons and Convict Leasing help perpetuate Slavery. aufgerufen am 29. Dezember 2013.
9. ↑  Blackmon: Slavery by Another Name. 2012, S. 93.
10. ↑  Robert Perkinson: Texas Tough: The Rise of America's Prison Empire. Metropolitan Books, 2010, ISBN 978-1-4299-5277-4, S. 105.
11. ↑  Frederick Douglass: The Convict Lease System. In: The Reason Why the Colored American Is Not in the World's Columbian Exposition. 1893. (Reprint: Univ. of Illinois Press, Urbana 1999, ISBN 0-252-06784-3, S. 23–28)
12. ↑  Blackmon: Slavery by Another Name. 2012, S. 377 und S. 378.
13. ↑  Perry Cotham: Toil, Turmoil & Triumph: A Portrait of the Tennessee Labor Movement. Hillsboro Press, Franklin, Tennessee 1995, ISBN 1-881576-64-7, S. 56–80.
14. ↑  Blackmon: Slavery by Another Name. 2012, S. 366.
15. ↑  Blackmon: Slavery by Another Name. 2012, S. 367.
16. 1 2  Blackmon: Slavery by Another Name. 2012, S. 363–367.
17. ↑  Blackmon: Slavery by Another Name. 2012, S. 363.